# La vida en un hilo
La vida en un hilo es una película española escrita, producida y dirigida por Edgar Neville en 1945, protagonizada por Conchita Montes, Guillermo Marín y Rafael Durán. El mismo Neville escribió posteriormente una versión teatral que fue estrenada en 1959 y en 1991 Gerardo Vera dirigió una nueva versión cinematográfica, protagonizada por Ángela Molina, Antonio Banderas e Imanol Arias, con el título de Una mujer bajo la lluvia.

## Argumento
Mercedes (Conchita Montes), que acaba de enviudar de Ramón (Guillermo Marín), rememora sus años de matrimonio para llegar a la conclusión de lo infeliz que fue. Viajando en tren hacia Madrid, una vidente le cuenta que hubo un instante en que pudo elegir a otro hombre como compañero y vivir otra vida, y la traslada como en un sueño (idea que ha sido utilizada en películas como Qué bello es vivir o Family man) a esa otra vida alternativa con Miguel Ángel (Rafael Durán), su verdadero amor, a quien perdió en una tarde de lluvia por un mínimo error accidental. Cuando despierta en el tren, un momento después (porque ella no sabía que era un sueño hipnótico y recuerda toda una vida diferente que no ha vivido), el tren llega a Madrid. Y el presente ha sido ya modificado, y la película termina con Mercedes y Miguel Ángel, juntos pero desconocidos (para él, para ella su verdadero amor perdido, y recordado, sin vivirlo de verdad por la vidente del tren) y ella andando hacia él, los dos 10 o 15 años más viejos.

## Producción y rodaje
La puesta en escena y los decorados parecen enfatizar el humor entre las posibles vidas de la protagonista. La película, como la mayoría de las obras de Edgar Neville, se filmó en Madrid, entre lugares la Estación de Delicias, actual Museo del Ferrocarril.

## Premios
1.ª edición de las Medallas del Círculo de Escritores Cinematográficos
| Categoría                | Nominados     | Resultado |
| ------------------------ | ------------- | --------- |
| Mejor argumento original | Edgar Neville | Ganador   |
| Mejor guion              | Edgar Neville | Ganador   |